# 英格兰国旗
英格兰国旗，即圣乔治十字旗（英語：St George's Cross）。12世纪有圣乔治屠龙的传说，到了13世纪，他成为英格兰的守护圣徒。圣乔治十字曾作为十字军的标志，也是迄今最早的用来代表英格兰的标志。
旗帜由白底和红色的十字组成，红十字比划宽度为旗帜高度的1/5，整个旗帜比例为5:3。
英格兰之所以使用圣乔治和白底红十字旗，是因为它是热那亚共和国的国旗。该国从12世纪起以圣乔治为守护圣人，当时的热那亚是地中海强大的海权城邦，也是十字军的金主。狮心王理查自1190年开始付租金给热那亚，让英格兰的船只悬挂这面圣乔治十字旗，以吓阻海盗。
从13世纪末开始，圣乔治十字旗渐渐也被用于代表英格兰，在英格兰王国和苏格兰王国在詹姆士一世下共主邦联后，圣乔治十字与圣安德鲁十字（代表苏格兰）合并成为最初的米字旗（或“联合杰克”，Union Jack）。该旗后来成为代表大不列颠王国的旗帜。
1746年热那亚被奥地利占领后，英格兰就不再支付圣乔治十字旗的租金。在1801年，该旗与代表爱尔兰的圣帕特里克旗合并成为现在的英国国旗，该旗的尺寸比例为2:1。